# Japonvar
Japonvar este un oraș în Minas Gerais (MG), Brazilia.